# Onthophagus dhanjuricus
Onthophagus dhanjuricus är en skalbaggsart som beskrevs av Frey 1973. Onthophagus dhanjuricus ingår i släktet Onthophagus och familjen bladhorningar. Inga underarter finns listade i Catalogue of Life.